# Harry Arnold

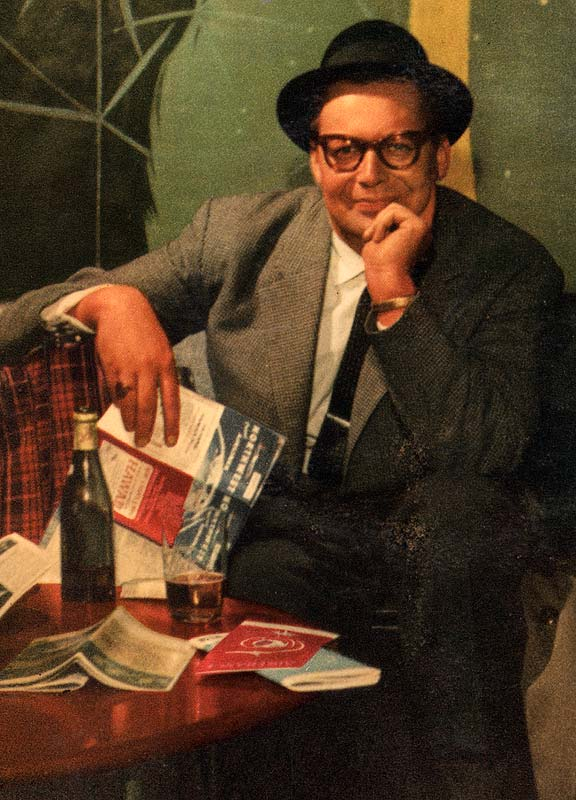
Harry Arnold 1958

Harry Arnold (* 7. August 1920 in Helsingborg; † 11. Februar 1971 in Vällingby; eigentlicher Name Harry Arnold Persson) war ein schwedischer Tenorsaxophonist, Klarinettist und Bandleader des Swing und Modern Jazz sowie Komponist von Filmmusik.

## Leben
Harry Arnold studierte Klarinette, Altsaxophon und Arrangement. Von 1942 bis 1949 leitete er eine kleine Band, die im Club Amiralen in Malmös Folkets Park spielte. Danach ging er zu Thore Ehrling als Arrangeur und Tenorsaxophonist. 1952 stellte er wieder eine eigene Formation zusammen; 1956 gründete er mit schwedischen und ausländischen Gastmusikern eine Radioband. Arnold trat auch als Arrangeur und Komponist für Filmmusik hervor und arbeitete für Alice Babs und Ernestine Anderson. Harry Arnolds Arbeiten erschienen auch unter dem Pseudonym „Dick Harris“ und seinem richtigen Namen „Harry Persson“. In Schweden war er auch bekannt für eine Version des Weihnachtslieds Jingle Bells unter dem Titel Bjällerklang.

## Filmmusiken
- 1953: Lebensfieber (Fartfeber)
- 1954: Sieben schwarze Büstenhalter (Sju svarta be-ha)
- 1958: Die Teufelin (No Time to Kill)
- 1958: Der Verführer oder Das Frühlingserlebnis eines Bankdirektors (Fröken april)
- 1959: Die Hemmungslosen (Raggare!)
- 1966: Prinzessin (Prinsessan)

## Diskografische Hinweise
- Big Band Sessions 1956–58 (Dragon Records) mit Bengt-Arne Wallin, Arne Domnérus, Georg Riedel
- Big Band 1964/65 Vol. 1 & 2 (Dragon) mit Bosse Broberg, Lennart Åberg, Rune Gustafsson, Jan Johansson